# Ellen Arthur
Ellen Lewis Herndon Arthur (Culpeper, 30 de agosto de 1837 - Nova Iorque, 12 de janeiro de 1880) foi a esposa do 21° presidente dos Estados Unidos, Chester A. Arthur. Ela morreu antes de seu marido tornar-se presidente.